# Maxeen
Maxeen war eine dreiköpfige Rockband aus Long Beach in Kalifornien (USA), zuletzt bestehend aus Tom Bailey (Gesang bzw. Bass), Robb Torres (Gitarre) und Jay Skowronek (Schlagzeug). Das einstige Gründungsmitglied Shannon McMurray, ehemaliger Gitarrist, verließ die Band im Jahre 2006, um sich anderen Karrierezielen zu widmen. Am 13. März 2008 verkündete der Schlagzeuger Jay Skowronek auf der MySpace-Profilseite von Maxeen, dass er die Band verlässt – kurz darauf löste sich die Band auf.
Die Band veröffentlichte im Jahre 2003 ihr erstes Album namens „Maxeen“ unter dem Label SideOneDummy Records auf einer „Enhanced CD“, die neben 12 Tracks auch eine Fotostrecke beinhaltete. Im Jahre 2004 unterzeichnete die Band bei Warner Bros Records einen Plattenvertrag und produzierte ihr zweites Album „Hello Echo“, welches jedoch nie im gewöhnlichen Handel veröffentlicht wurde, lediglich auf Musikplattformen wie iTunes ist es zu haben. Aufgrund der gescheiterten Veröffentlichung des zweiten Albums beendete die Band im Jahre 2007 ihren Vertrag bei Warner Bros Records.

## Diskografie
- 2003: Maxeen (SideOneDummy Records)
- 2004: Hello Echo (Warner Bros., Internet-Only-Release)